# ファエトン (小惑星)

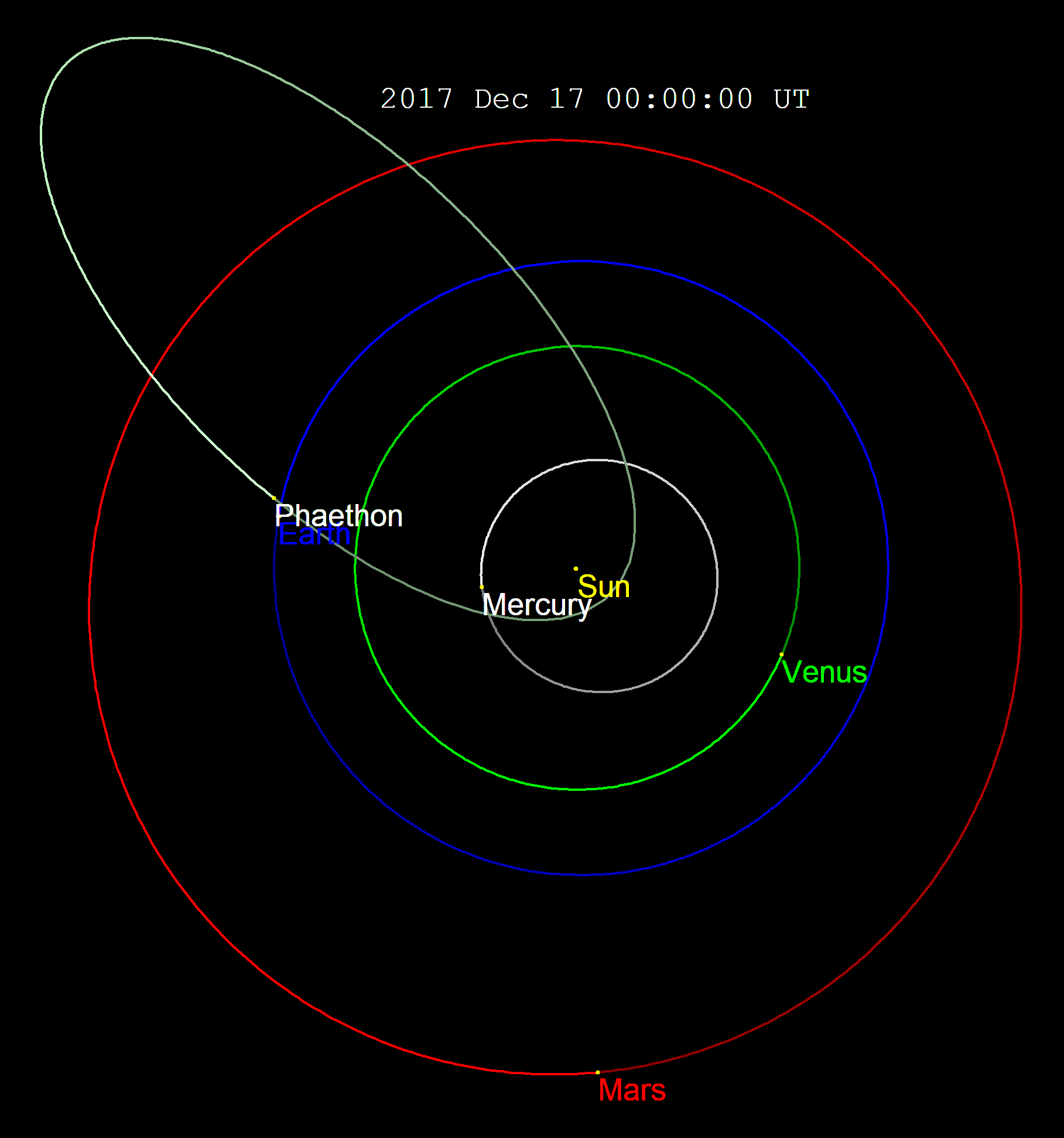
ファエトンの軌道。近日点が水星の内側に入り込んでいるのがわかる

ファエトン (3200 Phaethon) は、太陽系の地球近傍小惑星で、アポロ型に属する。フェートンとも呼ばれる。
イギリス、アメリカ、オランダの共同科学プロジェクトの赤外線天文衛星 (IRAS) の画像を調査していたイギリスのサイモン・グリーン、ジョン・K・デイヴィースが、1983年10月11日に小天体を発見した。10月14日に国際天文学連合回報 (IAUC) 3878号でこの天体は仮符号 1983 TB として発見が公表され、チャールズ・コワルが、この天体は恒星状である（彗星ではない）と報告した。その後間もなく刊行されたIAUC3881号では、フレッド・ホイップルが、1983 TB の軌道要素と、写真測定されたふたご座流星群の軌道要素が一致すると報告した。こうして、1983 TB はふたご座流星群の母天体だと判明した。
その後、1983 TB は当時知られていた地球近傍小惑星の中では最も太陽に接近する（0.140天文単位…水星の近日点の58%）天体であることが判明し、ギリシア神話に登場する太陽神ヘーリオスの息子パエトーン（ラテン語ではファエトン）にちなみファエトンと命名された。ファエトンは、太陽への接近時には表面温度が最大で1,025 Kに達する。なお、現在では更に太陽に近付く小惑星も発見されている。
21世紀初頭時点の調査では、ファエトンからはコマやダストテイルなどは観測されていなかったが、ふたご座流星群の母天体と確定したこと、スペクトル分類がB型（C型に近く、炭素質に富む）であることなどから、ファエトンは塵を出し尽くした彗星の成れの果て（彗星・小惑星遷移天体）であると考えられていたが、ファエトンの表面に水分子や含水鉱物が存在しないことや、ファエトンが非常に強い直線偏光度を示すことから、枯れた彗星ではなく、もともと小惑星であって、表面が高温に熱せられるために小惑星帯では揮発しないような物質が揮発して流星物質を放出するのではないかと考えられている。
2007年12月8日、アレシボ天文台がファエトンのレーダー測定を行った。近日点通過直後の2009年6月、STEREO衛星の観測により一時17等級から10等級に急激に増光し、2012年5月にも同様に増光が観測された。この急激な増光の原因として2013年に彗星状の尾が発見され、ファエトンが今もなお活動していることが明らかとなった。2017年12月16日に地球から0.06893173 天文単位（約1030万km）まで接近し、アレシボ天文台により再びレーダー測定が行われた結果、形状が球形に近いこと、直径が約6㎞であることが判明した。
ファエトンに対しては、宇宙航空研究開発機構（JAXA）などが探査機「DESTINY+」による近接観測を計画している。
2019年には探査に向けての予備観測としてファエトンの大きさを推定するために、日本やアメリカで恒星食の観測キャンペーンが組まれ、7月にアメリカ、10月に日本で掩蔽が観測された。
ファエトンは2093年12月14日に地球から0.0194天文単位（291万 km）まで接近すると予測されている。また、潜在的に危険な小惑星 (PHA) の中では最大級の大きさである。